# Maya Simon
Pour les articles homonymes, voir Simon.
Ne doit pas être confondu avec Maïa Simon.
Maya Simon, née en 1945 à Genève, est une actrice, réalisatrice et productrice suisse de cinéma.

## Biographie
Maya Simon est la fille de l'acteur François Simon et la petite-fille de l'acteur Michel Simon. 
Elle fait ses études à l'Institut de cinéma de Moscou, où elle obtient un diplôme de réalisatrice et le titre de Master of Arts. 
Après s'être essayée en 1969 au métier d'actrice dans Charles mort ou vif de Alain Tanner, dont son père tient le rôle principal, elle réalise le long métrage Polenta en 1980, présenté au Festival de Locarno en compétition et au Festival de Cannes dans la sélection Semaine de la Critique. En 2003 elle réalise avec Ylli Pepo le film Ullka, sur un scénario de Bessa Myftiu.

## Filmographie

### Réalisatrice

#### Courts-métrages
- L'École de cirque reportage ;
- La Fille Sauvage d'après Ramuz ;
- A propos d'amour, scénario de l'auteur ;
- Suspicion d'après Othello de Shakespeare.

#### Longs-métrages
- 1980 : Polenta
- 2001 - 2003 Ullka, coréalisé avec Ylli Pepo

#### Télévision
- Réalisations pour la Télévision suisse romande

### Actrice
- 1969 : Charles mort ou vif de Alain Tanner